# Michael DiBiase
"Iron" Mike DiBiase (24 de dezembro de 1923 – Amarillo, Texas, 2 de julho de 1969) foi um wrestler profissional ítalo-americano. Ele foi casado com Helen Hild, mãe de Ted DiBiase, tendo sido assim padrasto do mesmo.

## Morte
No dia 2 de julho de 1969 teve um ataque cardíaco durante um combate e acabou por morrer.